# نادي شومن للمحترفين 2010
نادي شومن للمحترفين 2010 (بالبلغارية: Професионален футболен клуб „Шумен 2010“) هو نادي كرة قدم بلغاري تأسس في 1 ديسمبر 1929 ، يقع مقره الرئيسي في شومن، ويلعب في دوري الدرجة الثانية للمحترفين البلغاري ‏.

## وصلات خارجية
- الموقع الرسمي